# Borgerkrigen i Syrien
|  | Denne artikel beskriver en aktuel begivenhed Informationerne kan blive ændret hurtigt, som begivenheden skrider frem. |

Borgerkrigen i Syrien (arabisk: الحرب الأهلية السورية) er en igangværende konflikt om, hvordan og af hvem Syrien skal ledes. Konflikten havde i begyndelsen karakter af en fredelig protest imod menneskerettighedskrænkelser, manglende indflydelse, manglende økonomiske muligheder og fire årtiers autoritært etpartistyre under Ba'ath-partiet og dets ledere, først Hafez al-Assad 1971-2000 og siden 2000 hans søn Bashar al-Assad.
Den 15. marts 2011 brød demonstrationer ud i Daraa og flere andre byer i Syrien, efter at unge blev anholdte for at male revolutionære slagord. Flere demonstranter blev dræbt og hundredvis såret, da syriske sikkerhedsstyrker åbnede ild mod demonstranterne. Demonstrationerne bredte sig de følgende dage til andre byer. Syriens præsident, Bashar al-Assad, lovede at "overveje" at ophæve den undtagelsestilstand, landet havde været underlagt i næsten 48 år. Han overvejede også at indføre et flerpartisystem og lovede at hæve lønninger til statsansatte med 20-30 %.
Oprøret mod det regerende styre var et udslag af den kæde af protester hen over den arabiske verden, som blev kendt som Det Arabiske Forår, da folkemængder i en række arabiske lande blandt andre afsatte præsidenterne i Tunesien, Egypten og Yemen. Det syriske regime slog hårdt ned på demonstranterne fra begyndelsen, og måneder inde i revolutionen omringede styret byer og angreb med artilleri, mens det væbnede oprør blev dannet – det oprør, der spredte sig og siden kæmper mod regimets hær og militser.
Oprøret består af et uoverskueligt netværk af brigader. Nogle opererer under Den Frie Syriske Hær, andre gør ikke. I løbet af konflikten er antallet af islamistiske krigere vokset. De kæmper hovedsageligt i Jabhat al-Nusra eller Islamisk Stat (IS), som tidligere var en del af terrornetværket al-Qaeda i Irak. Revolutionen er i dag blevet en regulær krig – med aktører fra hele regionen på begge parters side. Den libanesiske Hizbollah-milits har siden 2013 deltaget i konflikten på den syriske hærs side, og det syriske regime modtager militær støtte fra Rusland og Iran, mens lande som Qatar, Saudi-Arabien, Tyrkiet og USA leverer våben til de syriske oprørere.
I juli 2013 havde den syriske regering kontrol med cirka 30-40 % af landets areal og 60 % af den syriske befolkning. Ifølge FN passerede dødstallet 100.000 i juni 2013 og nåede 120.000 i september 2013. Den 22. august 2014 passerede dødstallet 191.369. Derudover er titusindvis af demonstranter, studerende, liberale aktivister og menneskerettighedsforkæmpere blevet fængslet, og der er flere rapporter, der beskriver systematisk tortur i de syriske statsfængsler.
Efter en længere periode med stilstand i krigen gennemførte oprørsstyrker i december 2024 en lynoffensiv med de syriske regeringstropper. Regimets primære allierede, Rusland og Iran, var på daværende tidspunkt svækket grundet Ruslands engagement i Ukraine og Irans svækkelse som følge af Hizbollahs problemer i Libanon. Offensiven drev regeringstropperne tilbage, og omkring den 7. december 2024 indtog oprørsstyrkerne Damaskus og præsident Al-Assad forlod landet. Den 8. december 2024 oplyste Syriens udenrigsministerium, at der var skrevet en ny side i landets historie, da Al-Assad var flygtet.

## Baggrund

### Assad-styret
Assad-familien tilhører én af Syriens mange religiøse minoriteter; alawitterne. Alawitter er en undergruppe af shia-islam. Det syriske regime har derfor knyttet tætte bånd til det shiamuslimske land Iran og til den libanesiske Hizbollah-milits. I Syrien er der ligeledes mange kristne og kurdere.
Majoriteten af befolkningen er imidlertid sunni-muslimer. Der har længe været utilfredshed blandt mange sunni-muslimer, fordi alawitterne, som kun udgør 10 % af den syriske befolkning, har siddet i de centrale positioner i regimet, og dermed været bedre økonomisk stillet end mange andre syrere.
Ud over det tætte forhold Syrien har til Iran og Hizbollah, får Assad-regimet økonomisk og politisk støtte fra Rusland. Syrien er Ruslands eneste tilbageværende allierede i Mellemøsten efter den kolde krigs afslutning. På grund af dette, ønsker Rusland ikke et regimeskifte i Syrien. Rusland og Syrien har været allierede siden 1980, da landet indgik en venskabsaftale med det daværende Sovjetunionen.
Præstestyret i Iran er en anden af Syriens regimes nære støtter i Mellemøsten. Iran spiller en nøglerolle i den syriske konflikt. Våben, penge, militærrådgivere, olie, overvågningsteknologi og politisk opbakning hører til den omfattende støtte, som Iran har ydet til det syriske regime. Ifølge Det amerikanske forsvarsministerium har Iran elitesoldater i Syrien, som hjælper med at træne den syriske hær.
Den shia-muslimske milits Hizbollah i nabolandet Libanon støtter Assad-styret. Flere tusinde Hizbollah-krigere har deltaget i borgerkrigen på Assads side. I juni 2013 hjalp Hizbollah de syriske regeringsstyrker til en vigtig sejr, da man tilbageerobrede byen Qusair efter hårde kampe. Hizbollah har udkæmpet større kampe på vegne af Syriens præsident, Bashar al-Assad, særligt i de vestlige dele af landet og på grænsen til Libanon. Gruppens indblanding i den syriske konflikt er et ømtåleligt emne i Libanon, hvor befolkningen lige som i Syrien udgøres af blandt andre shia- og sunnimuslimer.

### Oprørsgrupperne
Oprørsgrupperne er en blandet gruppe. Nogle oprørere, der ønsker en eller anden form for frit demokrati, er samlet i Syriens Nationale Koalition, som anerkendes af en række vestlige og arabiske lande som den "legitime repræsentant" for Syrien. Oprørsstyrkerne er organiserede i Den Frie Syriske Hær, der består af et stort antal deserterede syriske soldater og officerer. Andre er islamiske grupper, nogle med tæt tilknytning til al-Qaeda, der også kæmper mod det syriske styre. Den vigtigste gruppe, Jabhat al-Nusra/al-Nusra Fronten, står på både FN's og EU's liste over terrororganisationer.
En anden islamisk gruppering er Syriens Islamiske Front, som er en paraplyorganisation for 12 forskellige salafist-grupperinger. Forholdet mellem de forskellige oprørsgrupper er anspændt. Der har været rapporter om kampe mellem oprørsgrupper indbyrdes. I juli 2013 henrettede islamistiske oprørere en leder af Den Frie Syriske Hær.
Oprørerne er splittede i en række indbyrdes stridende fraktioner: sekulære nationalister (meget svage, men populære i Vesten), ”moderate” islamister, yderligtgående islamister (både med og uden tilknytning til al-Qaeda). Ifølge amerikanske efterretningskilder er der mere end 7.500 udenlandske jihad-krigere fra vestlige lande, der deltager i kamphandlingerne i Syrien.
Ifølge en rapport fra september 2013 er næsten halvdelen af oprørene tilknyttet yderliggående islamiske grupper, hvilket efterlader et fåtal i verdslige eller rent nationalistiske grupper. Ifølge undersøgelsen findes der op mod 1.000 forskellige oprørsgrupper, som har det fælles mål at vælte regimet. Men mens de moderate grupperinger ønsker et mere åbent og frit Syrien, kæmper islamist-grupperne for en islamisk stat.
Den sunni-dominerede terrorgruppe Islamisk Stat (IS) dukkede op i Syrien i foråret 2013 og blev i begyndelsen hilst varmt velkommen af andre syriske oprørsgrupper. Dog valgte flere oprørsgrupper at indlede en omfattende anti-ISIS offensiv i januar 2014, hvilket har presset dem ud af store områder i Aleppo og i hele Idlib i den nordvestlige del af landet. IS står fast i Raqa, hvilket er gruppens højborg i det nordlige Syrien, og udøver en markant magt i Deir Ezzor i den østlige del af landet, tæt på grænsen til Irak. IS bekæmper både den syriske regeringshær og andre oprørsgrupper, og det vurderes at IS har over 40.000 krigere. Ifølge FN har IS begået forbrydelser mod menneskeheden.

### Opstanden og borgerkrig
Der har i flere årrækker været utilfredshed med landets sunni-muslimske flertal med alawitternes privilegier og Assad-styrets brutalitet. En opstand i byen Hama i 1982 blev nedkæmpet. Omkring 10.000 mennesker blev dræbt, og dele af Hama blev jævnet med jorden af Assads styrker. I foråret 2011 begyndte syrere at demonstrere i flere byer, inspireret af det arabiske forår. Demonstrationerne blev slået hårdt ned, hvilket efterhånden førte til en væbnet modstand mod Assad-styret.
Soldater fra den syriske regeringshær, der deserterede og tog deres våben med, og tilrejsende, krigstrænede, islamiske krigere betød, at oprørerne efterhånden kunne danne hære og militser.
Den 13. december 2011 rapporterede FN, at 5.000 mennesker havde mistet livet i borgerkrigen. Mindst 300 var børn. FN's højkommissær for menneskerettigheder, Navi Pillay, kaldte situationen "utålelig". Pillay mente, at Syrien burde henvises til Den Internationale Straffedomstol, og at regimets systematiske drab var forbrydelser mod menneskeheden.
Den 15. juli 2012 erklærede Den internationale Røde Kors Komité officielt konflikten i Syrien som en "ikke-international væbnet konflikt", den juridiske betegnelse for borgerkrig. Dermed er konflikten underlagt bestemmelserne i humanitær folkeret under Genevekonventionen og konflikten er dermed også underlagt bestemmelserne vedrørende krigsforbrydelser.
FN skønnede i december 2014, at borgerkrigen nu havde kostet ca. 220.000 mennesker livet, mens mere end 12 millioner mennesker havde behov for humanitær bistand.

### Kurderne
Langs grænserne mod Tyrkiet og Irak, og i de store byer, bor der mange kurdere (der bor skønnet 1-2 millioner kurdere i hele Syrien). Kurderne har, sammen med turkmenere, kristne assyrere og sunni-muslimer, været undertrykt af Baath-regimet, som er baseret på arabisk nationalisme. Efter udbruddet af borgerkrigen bevilgede Bashar Assad syrisk statsborgerskab til ca. 300.000 statsløse kurdere. Sommeren 2012 blev syriske styrker trukket ud af kurdiske områder i nordøst og kontrollen overladt til det kurdiske parti PYD, som er allieret med PKK i Tyrkiet.
Forholdet mellem PYD og regimet i Damaskus er uklart. Den syriske regering har fortsat soldater og sikkerhedsstyrker i Qamishli, men andre steder har der været kampe mellem PYD og regeringsstyrkerne.
I januar 2014 erklærede PYD, at der var indført selvstyre i syrisk Kurdistan under navnet Rojava (syrisk Kurdistan). PYD-leder Salih Muslem understreger, at selvstyret ikke rokker ved Syriens internationalt anerkendte grænser. Rojava omfatter tre regioner under kurdisk kontrol. Vigtigst er området i nordøst, Jazeera, med center i Qamishli. Desuden omfatter det to mindre områder; Afrin nord for Aleppo og Kobane mellem Aleppo og Qamishli. Der blev organiseret valg til lokale forsamlinger i Jazeera-kantonen i marts 2015.
I efteråret 2014 indledte ISIL et omfattende angreb på kantonen Kobane (Ain al-Arab). ISIL erobrede hurtigt landsbyerne omkring og trængte ind i selve bykernen. Kurdiske styrker tilhørende partiet PYD gjorde desperat modstand og kæmpede fra hus til hus mod overlegne styrker. Forsvaret fik efterhånden hjælp fra amerikanske og franske fly, som bombede ISILs stillinger.
Tyrkiske styrker spærrede grænsen nord for byen og forhindrede forsyninger i at nå frem til forsvarerne. Men i december gav Tyrkiet efter for internationalt pres og tillod 200 peshmergas, kurdiske styrker fra Irak (se mere om den irakiske borgerkrig), at rykke ind i Kobane med tungere våben. Også arabiske og assyriske militser støttede forsvarerne.
ISIL blev i løbet af januar presset ud af byen og i løbet af februar og marts generobrede de kurdiske styrker også stor områder omkring byen, mens ISIL blev drevet over til Eufrats vestre bred. I maj/juni 2015 kæmpede YPG sig frem fra begge sider til byen Tel Abyad (Kurdisk: Gire Spi). Dette åbnede forbindelsen mellem Kobane og de kurdiske områder i Jezira samtidig, som de spærrede ISILs adgang til en vigtig grænseovergang til Tyrkiet.

## Stridende parter

### International involvering
Den syriske borgerkrig har fået betydelig international opmærksomhed, og både den syriske regering og oppositionen har fået støtte, militært, logistisk og diplomatisk, fra udlandet.
Blandt andet Iran, Kina og Rusland har givet økonomisk støtte til regeringssiden, mens i særdeleshed Saudi-Arabien, Qatar, Jordan, Tyrkiet og andre sunnitiske regimer og grupper samt nogle vesteuropæiske lande, blandt dem USA, har ydet støtte til oprørererne.

### Udenlandsk støtte til regimet

#### Rusland
Regimet fik i løbet af sommeren 2015 betydelig politisk og militær støtte fra Rusland, og 30. september fik Rusland tilladelse fra sin nationalforsamling til at gennemføre militære operationer i Syrien, kort efter bombede russiske fly de første mål.

#### Iran
Den islamiske republik Iran er tidligt blevet beskyldt for at være involveret i oprøret på Assads side. USAs præsident Barack Obama anklagede Iran for hemmeligt at supplere Assad i hans forsøg på at slå oprør ned. Den amerikanske ambassadør Susan Rice har hævdet, at der er påvist en aktiv iransk involvering i Syrien til støtte for det siddende regime. Irans revolutionsgarde er også blevet anklaget for at bidrage med at slå det syriske oprør ned efter ordre fra Ali Khamenei.
Iran reagerede på anklagerne ved at benægte landet er involveret i Syrien, og landets udenrigsministerium udtrykte tro på at syrerne egenhændigt kunne løse interne konflikter. Iranerne svarede igen ved at anklage USA for dobbeltmoral ved at støtte en række andre despoter som har slået lignende oprør ned.
I 2012 udgav Revolutionsgarden på deres hjemmeside en pressemeddelelse hvor reservekommandant over Revolutionsgarden, general Ismail Qa'ani, udtalte at "om den islamiske republik ikke var tilstede i Syrien, ville massakrerne på civile være dobbelt så slemme" og "[Iran] har fysisk og ufysisk stoppet oprørerne i at dræbe mange flere blandt det syriske folk". Meldingen blev nogen timer efter slettet igen fra Revolutionsgardens side, der er ikke andre medier, som har rapporteret om udtalelsen.

#### Hizbollah
I september 2011 blev syv døde Hizbollah-krigere fløjet ud af Syrien og begravet i Beirut, og de skulle angivelig have været indblandet i kamphandlinger i landet. Hizbollah bliver også anklaget af den syriske opposition for at bombardere dem med Katjusja-raketter. Den 22. januar udtalte en talsmand for Irans revolutionsgarde at Hizbollah havde sendt styrker til Syrien efter forespørgsel fra Iran.[kilde mangler]
Den syriske opposition har tidligere også anklaget Hizbollah for at sende 2000 krigere til Syrien for at hjælpe Assad med at slå oprøret ned. Organisationen er tidligere blevet beskyldt for lignende aktiviteter i Iran af den iranske opposition. Hizbollah afviste imidlertid anklagerne på dette tidspunkt og hævdede, at det hele har sin baggrund i rene konspirationsteorier. Syriens udenrigsminister har også benægtet, at Hizbollah har været involveret i kamphandlinger i landet.

### Islamisk Stat i Irak og Syrien (ISIL)
Islamisk stat i Irak er en gruppe bestående af tidligere Irakiske al-Qaeda-oprørere og andre jihadistiske sunni-militsgrupper. Deres nye leder Abu Bakr al-Baghdadi meddelte i april 2013, at han ville sammenlægge sin organisation med den salafistiske oprørsgruppe Jabhat al-Nusra, som deltog i borgerkrigen mod den sekulære regering i Syrien, hvilket medførte et symbolsk navneskifte til Islamisk Stat i Irak og Levanten (det vil sige Stor-Syrien), også kendt som Islamisk Stat i Irak og Syrien (ISIS). Sammenlægningen blev dog afvist af Jabhat al-Nusra, og også al-Qaedas leder Ayman al-Zawahiri tog afstand fra den, men navneskiftet gennemførtes trods den udeblevne organisatoriske forandring. Forholdet til Jabhat al-Nusra har der efter været anset som anstrengt, og de to opererer uafhængigt af hinanden. I juni 2013 meddelte al-Baghdadi, at han nægtede at anerkende Ayman al-Zawahiris' ordre om at opgive forsøget på en sammenlægning med Jabhat al-Nusra. I januar 2014 offentliggjordes planer om at udvide gruppens virkeområde til Libanon for at ramme Hizbollah og dettes allierede.

### Udenlandsk involvering for oppositionen

#### USA
I april 2011 afslørede WikiLeaks, at USA havde finansieret syriske oppositionsgrupper med millioner af dollars. I maj 2011 hævdede den syriske regering, at de havde arresteret eller dræbt en række udlændinge med forbindelser til terrorceller, som angivelig skulle have dræbt politibetjente og militærpersoner, og enkelte har anklaget USA for at have forbindelser med disse celler. Den syriske opposition har også anklaget USA for at være indirekte involveret ved forsøg på at planlægge nogle retningslinjer, som på sigt skulle gøre Syrien til et semi-demokrati, hvor Assad beholder magten. USA har afvist anklagerne.

#### Tyrkiet
Store dele af kamphandlingerne i Syrien er hidtil blevet udkæmpet i landets nordlige dele, nær den tyrkiske grænse. Tyrkiet havde i 2011 modtaget omkring 100.000 flygtninge, og begge lande havde mobiliseret tropper til grænseområderne. Det er fra tyrkisk side blevet krævet, at Assad-regimet trækker sine styrker bort fra grænsen, og den syriske regering har udtrykt bekymring over for et påstået tyrkisk forsøg på at skaffe en flyveforbudszone på syrisk territorium. Den tyrkiske regering har afholdt krisemøde om situationens udvikling, og USA udenrigsminister Hillary Clinton har udtrykt bekymring over den spændte situation.
I begyndelsen af oktober 2012 fløj der flere granater over på tyrkisk territorium fra syrisk side, fem tyrkiske borgere blev dræbt. Angrebet blev fordømt af FN og NATO, Tyrkiet svarede igen ved at besvare ilden. Syriens Assad-regime har sagt at det var uheld.

#### Libyen
Efter oberst Muammar al-Gaddafis regime faldt som en konsekvens af borgerkrigen i Libyen som en del af det arabiske forår, har Libyen været styret af det nationale overgangsråd ledet af Mustafa Abd al-Jalil. Libyen skulle have hjulpet oprørerne i Syrien ved at sende dem våben og frivillige for at kæmpe imod Assads regime.

#### Saudi-Arabien og Qatar
ISIL skulle angiveligt have modtaget støtte fra en række privatpersoner i de sunn-muslimske Golfstater. I et interview beskyldte Iraks shiamuslimske premierminister Nouri al-Maliki de sunnimuslimske stater Saudi-Arabien og Qatar for at støtte ISIL.

## Anklager om krigsforbrydelser og tortur
Internationale organisationer har beskyldt både regeringen og oppositionen for alvorlige krænkelser af menneskerettighederne. Ligeledes er kemiske våben blevet brugt flere gange i løbet af konflikten. Særligt begivenhederne i Syrien har udviklet sig fra en kamp om rettigheder og demokrati til i stigende grad at handle om sekterisk had mellem regionens to store religioner, sunni- og shiaislam og om realpolitisk rivalisering mellem regionens store magter.
Alvoren af den humanitære katastrofe i Syrien er blevet skitseret af FN og mange internationale organisationer. Mere end fire millioner syrere er fordrevet, og mere end tre millioner syrere er flygtet ud af landet og er blevet flygtninge. Ligeledes er millioner af syrere blevet efterladte i dårlige levevilkår med mangel på mad og drikkevand.

### Giftgasangreb og udenlandsk intervention
Den 21. august 2013 slog et kemisk angreb hundredvis af civile ihjel i flere af Damaskus' forstæder. Mindst 355 blev dræbt, anslog Læger uden Grænser. Oppositionsgrupper i Syrien sagde, at "antallet af døde snarere er omkring 1.300." I de efterfølgende dage slap flere billeder ud fra Syrien, der viste folk, der var døde uden et eneste sår på kroppen. Videoer viste børn, der gispede efter vejret og havde fråde om munden.
Det kemiske angreb uden for Damaskus fik vestlige lande til at true Syrien med militær indgriben. USA's udenrigsminister, John Kerry, anklagede Assad-regimet for en "vilkårlig nedslagtning af civile" og kaldte forsøgene på at skjule beviserne for en "kujonagtig forbrydelse".
Den 26. august 2013 oplyste den amerikanske udenrigsminister John Kerry på en pressekonference, at der forelå beviser for, at det syriske regime havde benyttet giftgas i et angreb på civilbefolkningen den 21. august 2013, og at USA ville reagere herpå. Præsident Obama meddelte senere den 31. august 2013, at han ville overlade det til Kongressen at træffe beslutning om en militæraktion rettet mod Syrien.
I september 2013 fik FN en gruppe våbeninspektører på plads i Syrien. Gruppen bestod primært af eksperter fra Organisationen for forbud mod kemiske våben (OPCW), og havde til opgave at kontrollere, om der blev brugt kemiske våben og farlige gasser i Syrien. Den 11. september 2013 foreslog Rusland at lade Syriens kemiske våbenlagre komme under international kontrol. Syrien, Iran, Kina og USA accepterede forslaget, og et militært angreb så ud til at være afværget.

### Tortur i syriske fængsler
Den 21. januar 2014 blev omfattende billedmateriale af torturofre frigivet. Dette fik advokater til at beskylde Assad for krigsforbrydelser. Advokaterne mente, at der var beviser for, at Assads regime havde stået for systematiske drab på omkring 11.000 fanger. Beviserne stammede fra en fotograf, der var afhopper fra det syriske militærpoliti og senere havde samarbejdet med en oppositionsgruppe. Han havde leveret tusindvis af gruopvækkende billeder og fortrolige filer, som var smuglet ud af Syrien på usb-nøgler.
Billederne og dokumenterne omhandlede fanger, der havde mistet livet fra marts 2011 til august 2013, mens de havde været tilbageholdt. Mens pårørende blandt andet fik at vide, at fangerne var døde af "hjerteanfald" eller "vejrtrækningsproblemer", viste billederne noget helt andet.
De fleste af ofrene var yngre mænd, og flere af ligene var udmagrede, stænket til med blod og bar tegn på tortur. Nogle havde ingen øjne, mens andre tilsyneladende var blevet kvalt, havde fået stød eller blevet slået med stumpe genstande. Eksperter vurderede, at de nyeste torturbilleder var nogle af de mest detaljerede beviser for krigsforbrydelser og langt mere omfattende end noget andet, man hidtil var stødt på i konflikten.

## Flygtningespørgsmålet
I årene 2011 til 2014 blev ca. 11½ million mennesker, det vil sige næsten halvdelen af den syriske befolkning drevet på flugt. Af disse var ca. 7½ million på flugt internt i Syrien. FN estimerede i december 2014, at over 220.000 mennesker var blevet dræbt i konflikten, mens mere end 12 millioner mennesker havde brug for humanitær assistance i Syrien. I 2017 var disse tal steget til hhv. over 400.000 dræbte og 13½ millioner flygtninge, som havde brug for hjælp.
De fleste flygtninge fra den syriske borgerkrig søgte asyl. 86 % har opholdt sig i nærområderne, hvor der er oprettet permanente flygtningelejre.
Mange af de syriske flygtninge, der søgte mod Europa, er bådflygtninge, der krydser Middelhavet under stor risiko for at lide druknedøden. I 2014 ankom 170.000 bådflygtninge til Italien, hvoraf størsteparten var fra Syrien, og i alt har ca. 270.000 syriske flygtninge søgt asyl i Europa fra marts 2011 til august 2015.
Fordelingen af flygtninge i EU skulle ske i henhold til Dublin-aftalen, som flere EU-lande ønsker genforhandlet med henblik på en mere proportional fordeling af flygtninge mellem landene. I september 2015 lukkede flere lande grænserne for flygtninge. Ungarn opsatte pigtråd ved grænsen til Serbien, mens Østrig, Holland og Tyskland indførte midlertidig grænsekontrol.

## Krigens kronologi

### Vigtige datoer, 2011
- 15. marts 2011: Demonstrationer bryder ud i Daraa, efter at unge anholdes for at male revolutionære slagord. Sikkerhedsstyrker skyder flere mennesker i Daraa, hvilket udløser flere demonstrationer.
- 30. marts 2011: Syriens præsident Bashar al-Assad beskylder i en sjælden tale til parlamentet "fjender" og rænkesmede for at stå bag uroen i Syrien.
- 21. april 2011: Syriens præsident, Bashar al-Assad, ophæver landets 48-årige undtagelsestilstand.
- 8. maj 2011: Kampvogne ruller ind i Deraa, Homs og Damaskus' forstæder. Samtidig indefryser EU Bashar al-Assads penge i Europa og strammer sanktioner mod landet.
- 18. maj 2011: USA pålægger sanktioner mod den syriske præsident og seks embedsmænd.
- 20. juni 2011: Assad nægter at reformere Syrien, mens det befinder sig i en tilstand af "kaos". Han siger dog, at samtaler kan føre til en ny forfatning og bringe Ba'ath-partiets magtmonopol til ende.
- Juli 2011: Omfattende demonstrationer i hele landet. Demonstrationerne kommer efter, der i flere måneder har været voldsomme sammenstød mellem oprørere og militær. Opstanden eskalerer med store demonstrationer i Syriens største by Aleppo. For første gang sætter Assad kampvogne ind mod oprørere i byen Hama.
- August 2011: USA's præsident, Barack Obama, opfordrer for første gang direkte Syriens præsident til at opgive magten. Frankrigs præsident, Tysklands kansler og Storbritanniens premierminister beder i en fælles erklæring Bashar al-Assad om at træde tilbage.
- September 2011: EU indsætter en række sanktioner mod Syrien og forbyder import af syrisk olie.
- Oktober 2011: FN forsøger at fordømme Bashar al-Assads behandling af demonstranter gennem en resolution, men Kina og Rusland nedlægger veto. Det oppositionelle Syriens Nationalråd dannes.
- November 2011: FN siger, at urolighederne nu har kostet 3.000 mennesker livet siden marts 2011.
- December 2011: Regimet i Damaskus tillader observatører fra Den Arabiske Liga at opholde sig i landet. Observatørerne bliver voldsomt kritiseret for deres arbejde af både menneskerettighedsorganisationer og den syriske opposition.

### Borgerkrigen, 2012
- 10. januar 2012: I en tale på tv fastslår Assad, at han vil takle terrorisme med en "jernnæve".
- Februar 2012: Et angreb på oprørsbyen Homs koster 217 mennesker livet. Rusland og Kina nedlægger veto mod en resolution, der fordømmer Syriens regime.
- 21. marts 2012: FN anslår, at flere end 8.000 personer er døde efter et års uroligheder.
- April 2012: FN's tidligere generalsekretær Kofi Annan får gennemført en våbenhvile, men kamphandlingerne fortsætter. FN sender 300 observatører til Syrien for at overvåge våbenhvilen.
- Maj 2012: 108 personer bliver rapporteret dræbt i Houla-massakren, der chokerer hele verden. Mange af ofrene er kvinder og børn. FN holder senere syriske soldater og militser ansvarlige.
- Juni 2012: Præsident Bashar al-Assad erkender, at Syrien står over for en reel borgerkrig. FN trækker sine observatører ud af landet på grund af tiltagende kampe. Samme måned nedskyder Syrien et tyrkisk fly nær grænsen. Nedskydningen optrapper konflikten mellem Tyrkiet og Syrien.
- Juli 2012: Angreb i hovedstaden Damaskus dræber tre højtstående sikkerhedschefer, deriblandt forsvarsministeren og Assads svoger. Samtidig begynder kampen om Syriens største by Aleppo i den nordlige del af landet. FN anslår nu at 20.000 mennesker har mistet livet i konflikten. Assad beskylder USA for at hjælpe "bander" med at destabilisere hans land i et tv-interview med tyske ARD.
- August 2012: En rapport fra FN's menneskeretsråd slår fast, at begge parter i den syriske konflikt er skyldige i krigsforbrydelser. Såvel regeringstropperne som Shabiha-militsen er skyldige i mord, tortur og seksuel vold, konkluderes det. Hundredvis bliver dræbt, da soldater stormer Damaskus-forstaden Daraya. På YouTube rapporteres der om en decideret massakre i byen. FN anslår, at antallet af flygtninge i Syriens direkte nabolande har passeret 200.000. Flygtningene kommer både til Tyrkiet, Jordan, Irak og Libanon.
- September 2012: Syriens regering bomber landets største by Aleppo, hvor oprørere har angrebet militærbaser. Nogle af de hårdeste kampe mellem regeringsstyrker og oprørsgrupper foregår i Aleppo i det nordvestlige Syrien. 26. september er den blodigste dag i konflikten, hvor flere hundrede bliver dræbt – heriblandt 300 civile.
- Oktober 2012: Oprørere og Syriens styre enes om en midlertidig våbenhvile under den fire dage lange muslimske højtid Eid. Våbenhvilen varer kun en enkelt dag. Dødstallet har nu rundet 40.000, og både oprørere og styret kritiseres for at begå systematiske krigsforbrydelser. Det syriske militær indsætter for første gang kampfly i tæt beboede områder, da Damaskus-forstaden Jobar bombes.
- November 2012: Oppositionsgrupper går sammen i Den Nationale Koalition af Syriske Revolutions- og Oppositionsstyrker. FN anslår, at over 2,5 millioner syrere nu er fordrevet fra deres hjem inden for landets grænser. Omkring 430.000 syrere er flygtet til nabolandene. Flygtningestrømmene er en voldsom udfordring for Syriens nabolande.
- December 2012: USA anerkender koalitionen som "legitim repræsentant" for det syriske folk. Syriske regeringsstyrker affyrer for første gang Scud-missiler mod oprørerne, regimet i Syrien benægter dog.

### 2013
- Januar 2013: I Aleppo dræber to bomber på byens universitet 82 studerende og sårer mindst 160. FN anslår, at det samlede dødstal har passeret 60.000. Mindst 100 mennesker bliver dræbt og brændt i deres hjem i Haswiya, tæt på byen Homs. Israelske kampfly bomber et militært forskningscenter i hovedstaden Damaskus.
- Februar 2013: Knap to år efter, at borgerkrigen begyndte, anslår FN's sikkerhedsråd, at antallet af dræbte civile nærmer sig 70.000.
- April 2013: Storbritannien og Frankrig informerer FN om, at der er troværdige beviser på, at Syrien har brugt kemiske våben i konflikten. Udmeldingen bliver tolket som et tegn på, at den vestlige koalition nærmer sig et militært angreb på Syrien.
- Maj 2013: Israel gennemfører igen bombeangreb i Syrien. Denne gang bomber Israel for at stoppe missiltransporter til Hizbollah i Libanon. Det Syriske Observatorium for Menneskerettigheder vurderer, at mindst 42 syriske regeringssoldater blev dræbt ved angrebet. EU lader en våbenembargo over for de syriske oprørere udløbe. Flere end 1,5 millioner syrere er flygtet, lyder det i FN-rapport. Assad antyder, at Rusland har sendt lovede jord til luft-missiler til Syrien i et interview med Hizbollahs tv-kanal Al-Manar. Han siger også, at der er "populært pres" for at åbne en militær front mod Israel i Golan, som den jødiske stat indtog i 1967.
- Juni 2013: Syriske oprørsstyrker går til angreb på alawitter, det etniske mindretal, som præsident Assad tilhører. Storbritannien, Frankrig og USA afleverer en liste til FN med detaljer om 10 episoder, hvor det syriske regime har brugt kemiske våben. Efter flere måneders intense kampe erobrer Assads styrker i samarbejde med Hizbollah den strategisk vigtige by Qusair tæt på grænsen til Libanon. FN oplyser, at krigen i Syrien har kostet over 90.000 mennesker livet og advarer om flere blodsudgydelser, fordi Assad-styrkerne forbereder en offensiv i oprørernes hovedby Aleppo.
- Juli 2013: Ifølge FN er over 100.000 mennesker nu blevet dræbt i konflikten. Alene under fastemåneden Ramadan dræbes over 2.000 i Syrien. Igennem længere tid ser det ud til, at Assads styrker får mere og mere kontrol over kampene med oprørerne. Den syriske opposition vælger en ny leder, Ahmad al-Jarba, som er støttet af Saudi-Arabien. Den syriske flygtningekrise anses nu af FN for at være den værste, siden folkedrabet i Rwanda i 1994.
- 18. august 2013: FN's eksperter i kemiske våben ankommer til Damaskus for at undersøge, om der er blevet brugt giftgas.
- 21. august 2013: En forstad i Damaskus, der er kontrolleret af oprørerne, bliver beskudt med kemiske våben. Ifølge USA bliver over 1.400 mennesker dræbt. Det er det værste angreb med kemiske våben i 25 år.
- 24. august 2013: Ifølge Læger Uden Grænser har hospitaler i Damaskus behandlet flere end 3.000 patienter, der udviste symptomer på nerveforgiftning. 355 af patienterne døde.
- 30. august 2013: USA's udenrigsminister, John Kerry, fremlægger en amerikansk efterretningsrapport om brugen af kemiske våben i Syrien. Rapporten placerer skylden for det kemiske angreb hos Syriens præsident Assad.
- 31. august 2013: Barack Obama siger i en tale, at han i Kongressen vil gennemføre en afstemning om en militæraktion mod det syriske styre. Afstemningen bliver dog aldrig gennemført.
- 11. september 2013: Rusland foreslår at lade Syriens kemiske våbenlagre falde under international kontrol. Syrien, Iran og USA accepterer forslaget. Et militært angreb ser ud til at være afværget.
- 17. september 2013: FN rapport konkluderer, at der er brugt kemiske våben i Syrien. Rapporten slår fast, at der blev brugt sarin ved angrebet den 21. august 2013, men ikke af hvem.
- 18. september 2013: Syriens præsident Assad siger i et interview til Fox News, at Syrien er klar til at destruere sine kemiske våben. Ifølge præsidenten vil det tage op mod et år at få dem destrueret.
- 27. september 2013: FN's Sikkerhedsråd pålægger Syrien at fjerne sine kemiske våben. Det syriske regime vil overholde vedtagelsen og afleverer senere en plan for, hvordan arsenalerne skal destrueres.
- 28. september 2013: FN's Sikkerhedsråd når til enighed om, at Syriens kemiske våben skal fjernes. Det er første gang i den over to år lange borgerkrig, at FN's Sikkerhedsråd er nået til enighed om en resolution over for Syrien.
- 1. oktober 2013: Flere end 115.000 mennesker er blevet dræbt i den mere end to et halvt år lange borgerkrig i Syrien. Blandt de omkomne er titusindvis af soldater, oprørere og civile, oplyser Syriens Observatorium for Menneskerettigheder. Våbeninspektører ankommer til Syrien. De skal sikre implementeringen af FN's Sikkerhedsråds resolution om, hvordan Syriens kemiske våben skal destrueres.
- 5. oktober 2013: Geneve II, Den internationale fredskonference, der skulle have skabt fred i borgerkrigen, bliver udskudt.
- 8. oktober 2013: FN forudsiger, at konflikten i Syrien vil eskalere og tvinge yderligere over fire millioner indbyggere til at forlade deres hjem i 2014. I gennemsnit flygter 5.000 mænd, kvinder og børn til et af Syriens nabolande hver eneste dag.
- 27. oktober 2013: Det syriske regime afleverer en erklæring om Syriens kemiske våbenprogram og en plan for, hvordan programmet og arsenalerne destrueres.
- 31. oktober 2013: Dødstallet i krigen runder nu 120.000. Over 42.000 af de døde er civile – heriblandt 6.365 børn.
- November 2013: FN's generalsekretær, Ban Ki-moon, meddeler, at Assad og oppositionen i Syrien har sagt ja til fredsforhandlinger for første gang i to år. FN anmoder Danmark om hjælp til at bortskaffe kemiske våben i Syrien. Forsvarsminister Nicolai Wammen tilkendegiver, at man har i sinde at bidrage med både søtransport og soldater, hvis det bliver aktuelt. Syriens hær generobrer nøglebase i Aleppo.
- 2. december 2013: FN anklager for første gang Syriens præsident for at have begået krigsforbrydelser.
- 4. december 2013: NATO og Rusland udtrykker fra deres fælles udenrigsministermøde i Bruxelles fredag fornyet opbakning til planen for destruktion af Syriens kemiske våben.
- 13. december 2013: FN's våbeninspektører siger, at kemiske våben er anvendt flere gange i Syrien-konflikten.
- 30. december 2013: For første gang besvarer Libanon syriske luftangreb på libanesisk territorium.

### 2014
- Januar 2014: Regering og oprørere opnår enighed om at hjælpe indbyggerne i den krigshærgede og belejrede by Homs. Dokumenter og billeder fra Syrien viser, at regimet har udøvet omfattende tortur og systematisk drab på 11.000 fanger. Ifølge internationale topadvokater er det nok til at anklage regimefolk for alvorlige krigsforbrydelser. Kort før den planlagte fredskonference presser USA FN til at udelukke Iran.
- Februar 2014: Der er fortsat voldsomme kampe mellem oprørernes og regeringens styrker. I slutningen af februar udfører styret et bagholdsangreb, hvor 175 oprørssoldater bliver slået ihjel. Militærchefen for Syriens Frie Hær, Selim Idriss, bliver fyret og erstattet med Abdel al-Ilah la-Bachir. Fyringen sker angiveligt på grund af manglende resultater på slagmarken. Det syriske regime forklarer, at man er bagud med at overlevere kemiske våben på grund af sikkerhedssituationen i landet. Den 10. februar genoptages fredskonferencen i Geneve men slutter fem dage efter uden resultater eller en dato for nye forhandlinger. FN dokumenterer overgreb på børn i Syrien. Oprørerne i Syrien rekrutterer flygtningebørn i nabolandene, og den syriske regeringshær fængsler og torterer børn med tilknytning til regimets modstandere ifølge FN. En våbenhvile omkring Homs tillader over 1.000 mennesker at forlade byen, der har været belejret i 18 måneder og at nødhjælp kan komme ind i byen.
- Marts 2014: En ny rapport fra Red Barnet, der beskriver de katastrofale konsekvenser for især børnene i det borgerkrigshærgede land, konkluderer, at knap 60 % af Syriens hospitaler ikke længere fungerer, og næsten halvdelen af landets læger er flygtet. Samtidig er der sjældent bedøvelse nok til alle. Derfor vælger nogle patienter frivilligt at blive slået bevidstløse med metalstænger, hedder det i rapporten. Flere organisationer har oplyst, at Syriens hær bruger sult mod civile som et våben i krigen. Blandt andet Amnesty International, der oplyser, at familier i Yarmuk spiser hunde og katte. En gruppe nonner bliver frigivet efter tre måneder i fangenskab. De blev taget til fange i den kristne by Maaloula nord for Damaskus, af hvad der menes at være islamistiske Jabhat al-Nusra oprørere. Tidsplanen for destruktionen af det syriske styres kemiske våben skrider igen. Anlæg til produktion af kemiske våben, som Syrien skulle have destrueret senest den 15. marts, kan ikke nå at blive ødelagt. Tre år efter krigens start anslår FN's Flygtningehøjkommissariat (UNHCR), at flere end ni millioner mennesker er flygtet fra deres hjem i Syrien.
- 21. april 2014: Parlamentsformanden oplyser, at der bliver præsidentvalg i Syrien 3. juni. Præsident Bashar al-Assad genopstiller.
- 27. april 2014: Ved deadline for destruktion af landets kemiske våben var 92,2 % destrueret, oplyser kontrollanter.
- 4. maj 2014: Syriske oprørere har indgået en aftale med regeringen om en tilbagetrækning fra byen Homs, der har været belejret i to år.
- 4. juni 2014: Assad vinder præsidentvalget stort. Formanden for det syriske parlament oplyser, at Bashar al-Assad har fået knap 90 procent af stemmerne.
- 19. august 2014: Den amerikanske journalist James Foley bliver henrettet af Islamisk Stat, der hævdede, at det var gengældelse for USA's luftangreb mod IS i Irak.
- 27. august 2014: Islamisk Stat henrettede 160 syriske regeringssoldater tre forskellige steder i Raqa-provinsen. Soldaterne blev nogle dage tidligere taget til fange i forbindelse med kampe ved den vigtige flybase Taqba i nærheden af byen Raqqa i det nordlige Syrien. Der opholdt sig 1.400 syriske soldater på flybasen, da den blev angrebet af IS. 200 af dem blev dræbt på stedet, mens 700 tog flugten og reddede livet. Af de resterende 500 blev mange taget til fange, da de forsøgte at krydse et ørkenområde for at nå territorium, som den syriske regeringshær fortsat kontrollerer.
- 23. september 2014: USA bombede sammen Saudi-Arabien, De Forenede Arabiske Emirater, Jordan, Bahrain og Qatar IS-positioner i Syrien. I en erklæring fra det amerikanske militær hedder det, at snesevis af mål blev ødelagt eller beskadiget ved byerne Raqqa, Deir al-Zor, Hasakah og grænsebyen Albu Kamal. Målene var især krigere fra Islamisk Stat, træningslejre, hovedkvarterer, kommandocentraler og kontrolfaciliteter, som Islamisk Stat har oprettet. Der blev desuden affyret 47 Tomahawk-krydsermissil er fra amerikanske krigsskibe i Det Røde Hav og i Det Nordarabiske Hav. Luftangrebet i Syrien under USA's ledelse dræbte mindst 120 militante islamister. De dræbte er mindst 70 medlemmer af Islamisk Stat (IS). Desuden skal 50 militsfolk fra Nusra-Fronten, som har bånd til al-Qaeda, også være blevet dræbt. Mindst 300 skal være blevet såret under angrebene, heraf 100 alvorligt.
- 25. september 2014: Den syriske regeringshær vinder fuld kontrol over et område nordøst for Syriens hovedstad, Damaskus, der tidligere har været kontrolleret af oprørere. Der er tale om området Adra al-Omalia, som ligger omkring 30 kilometer fra Damaskus. I området ligger byen Adra, som oprørerne vandt kontrol over i december 2013. Byen er placeret på et strategisk vigtigt sted i forhold til Damaskus og har tidligere være brugt som affyringsrampe for angreb mod den syriske hovedstad.

### 2015
- 1. februar: Syriens væbnede styrker erobrer i samarbejde med Hizbollah byen Ma'dar tæt på Zabadani, som ligger tæt på den Libanesiske grænse.
- 2. februar: Som følge af en række sejre foretaget af pro-Assad-styrker, er der opstået kampe tæt på byen Zabadani. Det er Syriens væbnede styrker og Hizbollah som støder ind i al-Qaeda gruppen Jabhat Al-Nusra.
- 4. februar: Den syriske hær bomber byen Douma, tæt på Damaskus og mobiliserer NDF i området. En række små byer omkring Kobane bliver samtidig befriet fra IS efter måneders belejring.
- 8. februar: Den syriske hær opliver deres offensiv ved Daraa og angriber Kafr Shams, Deir al-Adass og Al-Mashara
- 9. februar: Efter intense kampe i Daraa-regionen skifter den syriske hær fokus fra Kafr Shams og Kafr Nasij til byen Zamrim.
- 13. februar: Den syriske hær fortsætter deres offensiv i Daraa-regionen og sætter nye angreb ind mod Kafr Shams
- 14. februar: Oprørsgruppen Jabhat Al-Nusra indleder en modoffensiv mod Deir al-Adass. Den syriske hær svarer igen med massive bombninger fra luften og jorden.
- 16. februar: Den syriske hær modtager mange forstærkninger ved deres positioner i Aleppo. Små kampe bryder ud som kan være starten på ny offensiv.
- 17. februar: Den syriske hær indleder en offensiv for at omringe byen Aleppo. De erobrer bydelene Rityan, Bashkoy, Dweir al-Zaytoun og Hardatnin i det vestlige Aleppo.
- 18. februar: Den Frie Syriske Hær indleder et modangreb mod Rytian, Hardatnin og al-Mallah i Aleppo for at forhindre en total omringning.
- 19. februar: Bydelene Rityan og Al-mallah bliver tilbageerobret af Jabhat Al-Nusra. Regeringen stopper sin offensiv og fokuserer i stedet for på at forsvare sine nye militære positioner.
- 20. februar: Syriens hær indleder en ny offensiv mod al-Mallah, som de taber. Oprørerne generobrer Hardatnin. Syriens hær sender i stedet forstærkninger til Bashkoy efter hårde kampe i bydelen.
- 21. februar: Tyrkiske soldater krydser grænsen til Syrien for at evakuere Suleiman Shahs grav. En tyrkisk soldat dør i løbet af operationen som følge af et uheld.
- 23. februar: Den kurdiske militær-organisation YPG fortsætter sin offensiv i Kobane mod IS.
- 24. februar: YPG møder større modstand i deres offensiv mod al-Hasakah. Imens sender den syriske hær forstærkninger til Aleppo for at puste liv i den ellers mislykkedes offensiv.
- 25. februar: Jabhat al-Nusra annoncere deres offensiv i regionen Idlib. Målet er at erobre byerne Kafarya og Fa'ah.
- 27. februar: Sammenstød mellem Jabhat al-Nusra og Harakat fortsætter i Rif Aleppo. Imens erobrer YPG byen Tall Hamis, efter at IS har valgt at trække sig tilbage. I Daraa har den syriske hær i løbet af natten erobret Sabsaba og Habbariya, i samarbejde med Hizbollah.
- 28. februar: Den syriske hær og Jabhat al-Nusra støder sammen i Daraa. Samtidig får al-Nusra overrumplet oprørsgruppen Harakat Hazm i Aleppo.
- 1. marts: Harakat Hazm annoncerer sin opløsning og sender sine sidste krigere ind i den nye oprørsgruppe Jabhat al-Shamiya, der fortsætter med at kæmpe mod Jabhat al-Nusra.
- 3. marts: En brigadegeneral ved navn af Ali Darwish, bliver snigmyrdet i Bab al-Touma af tilhængere til Ahrar ash-Sham.
- 4. marts: Regeringen fortsætter sin offensiv i Daraa, hvor de lancerer angreb på Kafr Shams, Kaft Nasij og omkringliggende højdedrag.
- 5: marts: Syriens luftvåben angriber Jabhat al-Nusra og dræber deres militærchef Abu Hammam al Shami og tre andre højtstående profiler.
- 6. marts: NDF kommer i sammenstød med oprørere i Latakia nær bjerget Durin. Imens har Hizbollah lanceret et nyt angreb på Kaft Nasijj i Daraa,
- 7. marts: Endnu et luftangreb udført af regeringens tropper dræber to IS-ledere. Kampe omkring Aleppo opstår, men uden det store resultat.
- 9. marts: Kampene i Aleppo fortsætter - Jabhat al-Nusra presser regeringens tropper tilbage og besætter en del af byen Handarat. I det østlige Ghouta skifter oprørsgruppen Jaish al-Ummah side i krigen og bliver i stedet en del af NDF.
- 10. marts: Kampe i Aleppo fortsætter, og der bliver rapporteret om mange tab. Sidst på dagen er situationen den samme som før.
- 12. marts: Terrorgruppen Jabhat al-Nusra begynder at trække sig tilbage fra Handarat i Aleppo.
- 13. marts: Med støtte fra NDF lancerer den syriske hær en modoffensiv i det sydlige Handarat i Aleppo. I Rif Damashiq skifter oprørsgruppen Liwa Hatin side og støtter nu præsident Bashar al-Assad.
- 14. marts: Den syriske hær lancerer en række modoffensiver i Handarat i Aleppo og generobrer Tall Madafaa øst for Handarat. Kampe i Daraa begynder ligeledes, efter at den syriske hær lancerer en offensiv mod Kafr Shams.
- 13. september kom det frem, at Rusland havde bygget en militærbase ved den militære flybase Hmaymeen i Latakia-provinsen ved havnebyen Latakia, som er en af magtbaserne for Bashar al-Assads regime.[131] Det skete efter, at regeringshæren havde tabt en flybase i Idlib-provinsen efter to års belejring.[132] Rusland bekræftede oprettelsen af det militære støttepunkt og også, at landet sendte våben til Assad, men hævdede, at de russiske våben var øremærkede til bekæmpelse af terrorisme i det krigshærgede Syrien, hvor grupper som Islamisk Stat og Nusra-fronten havde erobret store områder. Rusland angav ligeledes at have sendt militæreksperter til landet.[133]
- 6. oktober opsporede det russiske statsfinansierede medie RT manden bag Det Syriske Observatorium for Menneskerettigheder, som opfølgning på en kritisk dækning fire dage tidligere. RTs dækning problematiserer vestlige mediers ukritiske brug af tal og oplysninger fra observatoriet, der drives af en syrier fra sin hjemmeadresse i England og ikke har været i Syrien siden 2000 [134][135].
- Den 13. november 2015 gennemførte kurdiske peshmerga-soldater med støtte fra Yazidi-militsfolk et vellykket angreb på ISIL i Sinjar, hvilket endte med kurdisk sejr. Ifølge nyhedsbureauet AFP havde IS mellem 300 og 400 militsfolk stationerede i byen. I 2014 havde IS jaget tusindvis af yazidier ud af byen under trusler om, at de ville blive slået ihjel med mindre, de konverterede til IS' radikale fortolkning af islam.[136] Dagen før havde omkring 7.500 kurdiske peshmerga-soldater omringet byen fra tre sider for at afskære IS' forbindelseslinjer. Erobringen af byen anses som vigtig, fordi den er en indirekte forbindelse mellem Mosul i Irak og Raqqa i Syrien, som er Islamisk Stats selvudnævnte hovedstad.[137]
- Den 15.-17. november bombede russiske og franske fly flere gange byen Raqqa, der er IS' hovedbase. Ifølge det franske nyhedsbureau AFP blev 33 jihadister i Syrien dræbt på 72 timer. Ifølge overvågningsgruppen Syriens Observatorium for Menneskerettigheder, der har et netværk af kilder i Syrien og regnes som en af de mest pålidelige kilder med hensyn til krigens udvikling og omkostninger, begyndte IS at flytte ledere og deres familier fra Raqqa til Mosul af sikkerhedshensyn.[138]

### 2016
- Den 9. januar 2016 oplyste overvågningsgruppen Syriens Observatorium for Menneskerettigheder, at mindst 39 mennesker var blevet dræbt ved et russisk luftangreb mod et fængselskompleks, som blev drevet af islamister i Nusrafronten i provinsen Idlib i Syrien. De fleste af de dræbte var oprørere, som var indespærret af Nusrafronten. Mindst 5 civile meldtes dræbt.[139]
- Den 11. januar 2016 ankom konvojer med mad til civilbefolkningen i Madaya efter, at byen havde været belejret i månedsvis af regeringstropper. 23 mennesker var siden 1. december sultet ihjel.[140]
- Den 12. januar 2016 angav den syriske regeringshær at have indtaget og "vundet fuld kontrol" over en oprørsbase i landsbyen Salma, ifølge syrisk stats-tv. Regeringsstyrkerne skulle også have vundet kontrol over bjergtoppe rundt om byen. Landsbyen havde været bastion for oprørsgrupper siden 2012.[141] Samme dag meddelte Ruslands præsident, at Rusland kan tilbyde asyl til Syriens præsident Bashar al-Assad, hvis han bliver tvunget til at forlade sit land, ifølge den tyske avis Bild.[142]
- Den 16. januar 2016 bortførte medlemmer af Islamisk Stat (IS) mindst 400 civile under et angreb på den syriske by Deir al-Zor, ifølge Syriens Observatorium for Menneskerettigheder (SOHR) og Reuters. De bortførte var alle sunni-muslimer, omfattende kvinder, børn samt medlemmer af regeringshæren. IS-angrebet på Deir Ezzor kostede mindst 85 civile og 50 regeringssoldater livet, oplyste SOHR ifølge nyhedsbureauet AFP.[143] Få dage efter frigav Islamisk Stat 270 af de 400 civile fanger men tog 50 andre i stedet.[144]
- Den 24. januar 2016 blev det meddelt, at syriske regeringsstyrker om morgenen havde indtaget byen Rabiya, der var den sidste større by i Latakia-provinsen, som oprørerne kontrollerede. Det skulle være sket blandt andet med russisk luftstøtte, ifølge AFP. Det Syriske Observatorium for Menneskerettigheder oplyste, at den syriske fremrykning var sket, mens russiske kampfly havde angrebet oprørerne fra luften, og at aktionen var ledet af russiske officerer.[145]
- Den 3. februar oplyste syriske regeringskilder, at den syriske hær og allierede (læs: russerne) havde brudt belejringen af Nubul og Zahraa i det nordvestlige Syrien fuldstændigt. Fremstødet måtte ses som led i bestræbelserne for regeringen om at genvinde kontrollen over Syriens næststørste by Aleppo. Syriens Observatorium for Menneskerettigheder (SOHR) oplyste, at også russiske kampfly havde været i luften til støtte for regeringshæren.[146] Fremstødet skete netop, som der var indledt fredsforhandlinger, der imidlertid omgående blev sat i bero igen. Udsigten til generobring af Aleppo fik Saudi-Arabien til at tilkendegive, at man var parat til at sende tropper ind i Syrien.[147][148]
- Den 5. februar meddelte en amerikansk rapport, at IS nu havde op til 25.000 krigere i Syrien og Irak, hvilket var 6.000 færre end ved det forrige skøn svarende til en nedgang på omkring 20 % i antallet af IS-krigere. En talsmand oplyste samtidig, at den amerikansk ledede koalition nu havde gennemført over 10.000 angreb mod islamistiske ekstremister i Irak og Syrien. Nedgangen skyldtes angiveligt, at vesterlændinge havde fået sværere og sværere ved at rejse til de krigsramte lande og tilslutte sig Islamisk Stat.[149]
- Natten mellem 26. og 27. februar indtrådte der en foreløbig våbenhvile i Syrien. Det skete på et tidspunkt, hvor mindst 250.000 børn levede under belejring i Syrien, ifølge Red Barnet. Ifølge rapporten ”Childhood under siege” (Barndom under belejring) oplevede mindst en tredjedel af børnene, at der var dage, hvor de ikke fik mad og derfor målle leve af fx dyrefoder og blade.[150]
- I begyndelsen af marts blev der taget skridt til at indlede fredsforhandlinger, der skulle omfatte regimet og den vestligt støttede opposition men ikke Islamisk Stat eller Al Nusra-fronten.. Det skete på initiativ fra FN, som håbede at kunne genoptage fredsforhandlingerne igen efter, at disse var kollapset i februar måned, og byggede på en delvis våbenhvile i landet, der havde ført til et betydeligt fald i volden i den fem år lange borgerkrig.[151]
- I midten af marts blev det meddelt, at Rusland nu var begyndt at trække tropper ud af krigen igen. Tilbagetrækningen blev begrundet med, at Ruslands mission ifølge den russiske præsident, Putin, "stort set er opfyldt" i Syrien. "Det effektive arbejde, som militæret har udført, har skabt de nødvendige betingelser for, at en fredsproces kan indledes", erklærede Putin ifølge nyhedsbureauet Reuters.[152]
- Pr. 5-årsdagen for borgerkrigens udbrud havde over 250.000 mennesker mistet livet, og millioner var blevet drevet på flugt fra deres hjem.[153]
- Den 27. marts kunne syriske regeringstropper rykke ind i den historiske by Palmyra. Dermed fik den syriske regeringshær søndag et vigtigt brohoved i militæroffensiven mod Islamisk Stat (IS), som i de seneste måneder havde været under voksende pres i både Syrien og Irak. Det skete efter tre uger kamp, hvor regeringshæren fik støtte af russiske kampfly til at indtage byen. Ifølge aktivistgruppen Syrian Observatory for Human Rights var 400 IS-krigere faldet i kampen om Palmyra. Det var islamisternes alvorligste enkelttab, siden IS i 2014 udråbte et kalifat i erobrede områder i Syrien og Irak. Præsidenten betegnede tilbageerobringen som "en vigtig sejr i kampen mod terror". Nederlaget formodes at have påvirket IS anseelse og muligheder for at kunne rekruttere nye soldater. Der er fremkommet forlydender om, at man var begyndt at henrette desertørerne, hvilket anses som et tegn på, at IS er presset og vil forhindre sine krigere i at slippe væk. Ifølge Ruslands forsvarsminister deltog russiske kampfly i kampene og angreb i løbet af et døgn 158 mål i området. Tidligere på måneden var Rusland begyndt at trække sine styrker hjem fra Syrien, men regeringen tilkendegav samtidig, at angrebene mod IS og andre ekstremistgrupper ville fortsætte.[154] Generobringen var både en symbolsk og en strategisk sejr for præsident Bashar al-Assads styre, som dermed havde kontrol over et større ørkenområde og vejen helt til den irakiske grænse. En talsmand for USA's regering erklærede, at det endnu var uvist, om den syriske hærs generobring af byen ville få nogen indflydelse på fredsprocessen.[155] Kort efter sejren erklærede præsident Bashar al-Assad i et interview med det russiske nyhedsbureau RIA, at en overgangsregering skulle bestå af tre parter: Oppositionen, uafhængige kræfter og dem, der er loyale over for styret i Damaskus. Assad erklærede også, at han mente, at en russisk militær tilstedeværelse i Syrien fortsat var nødvendig for at sikre magtbalancen i verden. Assads udtalelser kom efter, at talsmænd for oppositionen havde krævet, at han gik af, før en overgangsregering trådte til. Udtalelsen mentes fremsat for at undgå, at fredsprocessen ville smuldre.[156]
- Den 7.april erobrede syriske oprørere fra Den Frie Syriske Hær, der har fået våben og forsyninger fra Tyrkiet og andre udenlandske støtter, størstedelen af den strategisk vigtige by ved den tyrkiske grænse, al-Rai, som hidtil havde udgjort en vigtig forsyningslinje for Islamisk Stat, som indtil da havde kontrolleret den, ifølge Det Syriske Observatorium for Menneskerettigheder. Sejren indebar, at oprørsgrupperne i samme uge kunne presse Islamisk Stat ud af en række landsbyer ved grænsen til Tyrkiet.[157]

## Fredsprocessen
Den 1. runde af Astana-forhandlingerne fandt sted i Astana, Kasakhstan i januar 2017.
"[D]en 9. runde af forhandlingerne om fred i Syrien, [...] finder
sted i Astana, Kasakhstan, 14.-15. maj" 2018, skrev medier.
Et topmøde mellem Rusland, Iran og Tyrkiet blev holdt i Teheran, d. 7. september 2018; Ugen efter, "er det meningen at udsendinger fra Rusland, Iran og Tyrkiet [...] skal møde FNs specialudsending til Syrien, Staffan de Mistura i Genève", skrev medier.

## Dansk deltagelse i den syriske borgerkrig
Danmark har siden konfliktens start ydet mere end 460 mio. kr. i humanitær bistand (heraf over 160 mio. kr. i 2012 og 300 mio. kr. i 2013) for at imødekomme det store behov for nødhjælp blandt den syriske civilbefolkning samt sikre opretholdelse af basale rettigheder som adgang til skole, sundhed og beskyttelse mod overgreb. Danmark har derudover bevilget 100 mio. kr. til indsatser indenfor stabilisering af oppositionskontrollerede områder, menneskerettigheder og støtte til initiativer, der skal fremme en politisk løsning på konflikten.
Den 19. december 2013 vedtog Folketinget at Danmark skal bidrage med skibe, transportfly og soldater til fjernelse af Syriens kemiske våben. I december 2013 begyndte det danske RoRo-skib Ark Futura (ejet af DFDS), at bistå med transport af kemiske våben fra Syrien til Italien sammen med det norske skib MV Taiko. Ark Futura blev eskorteret til den syriske havneby Latakia af den norske Fridtjof Nansen-klasse fregat HNoMS Helge Ingstad og det danske flådefartøj Esbern Snare.
Danmarks statsminister, Lars Løkke Rasmussen sagde i Folketingets åbningstale, 6. oktober 2015, at regeringen var 'åben for at se på et bredere mandat for den danske indsats' når de danske kampfly, der tidligere kun har udført missioner i Irak, skulle genudsendes i løbet af 2016 .
Flere individer fra Danmark har deltaget i den syriske borgerkrig.
Den dansk-syriske læge Haifaa Awad har ydet lægelig hjælp på et hospital i det nordlige Syrien.
Hendes indsats dokumenterede hun i en artikelrække i avisen Information, første gang den 5. august 2013.